# Galeandra macroplectra
Galeandra macroplectra är en orkidéart som beskrevs av Gustavo Adolfo Romero och Warford. Galeandra macroplectra ingår i släktet Galeandra och familjen orkidéer. Inga underarter finns listade i Catalogue of Life.